# Rhaphidospora cavernarum
Rhaphidospora cavernarum е вид растение, смятан за изчезнал. Той е виреел в Австралия (района на Куинсланд и Кейп Йорк). Този вид не е официално наблюдаван от 1873 и се е смятал за изчезнал, но през 2008 се доказва неговото съществуване.